# París-Niça 1964
La París-Niça 1964 fou la 22a edició de la París-Niça. És un cursa ciclista que es va disputar entre el 9 i el 17 de març de 1964. La cursa fou guanyada pel neerlandès Jan Janssen, de l'equip Pelforth-Sauvage-Lejeune, per davant de Jean-Claude Annaert (Mercier-BP) i Jean Forestier (Peugeot-BP).

## Participants
En aquesta edició de la París-Niça hi preneren part 72 corredors dividits en 8 equips comercials - Saint Raphael, Mercier-BP, Solo, Peugeot-BP, Pelforth-Sauvage-Lejeune, Margnat-Paloma, Gancia-Urago, Flandria-Romeo - i una selecció italiana. La prova l'acabaren 28 corredors.

## Resultats de les etapes
| Etapes              | Data       | Recorregut                          | Km      | Vencedor d'etapa      | Líder de la general |
| ------------------- | ---------- | ----------------------------------- | ------- | --------------------- | ------------------- |
| 1a etapa            | 9 de març  | Fontainebleau-Auxerre               | 153 km  | Edward Sels           | Edward Sels         |
| 2a etapa            | 10 de març | Auxerre-Montceau-les-Mines          | 200 km  | Willy Vannitsen       | Edward Sels         |
| 3a etapa            | 11 de març | Circuit de l'Etang du Plessis (CRE) | 19.2 km | Flandria-Romeo        | Jan Janssen         |
| 4a etapa            | 12 de març | Montceau-les-Mines-Sant-Etiève      | 228 km  | Frans Melckenbeeck    | Jan Janssen         |
| 5a etapa            | 13 de març | Sant-Etiève-Bollène                 | 192 km  | André Darrigade       | Jan Janssen         |
| 6a etapa, 1r sector | 14 de març | Bollène-Vergèze                     | 82 km   | Hubertus Zilverberg   | Jan Janssen         |
| 6a etapa, 2n sector | 14 de març | Vergèze-Ais de Provença             | 144 km  | Anatole Novak         | Jan Janssen         |
| 7a etapa            | 15 de març | Ajaccio-Porto Vecchio               | 180 km  | Raymond Poulidor      | Jan Janssen         |
| 8a etapa, 1r sector | 16 de març | Porto Vecchio-Bastia                | 143 km  | Bernard Vandekerkhove | Jan Janssen         |
| 8a etapa, 2n sector | 16 de març | Olmeta-di-Tuda-Bastia (CRI)         | 34 km   | Rudi Altig            | Jan Janssen         |
| 9a etapa            | 17 de març | Niça-Niça                           | 150 km  | Edward Sels           | Jan Janssen         |

## Etapes

### 1a etapa
9-03-1964. Fontainebleau-Auxerre, 153 km.
|   | Ciclista               | Equip                    | Temps      |
| - | ---------------------- | ------------------------ | ---------- |
| 1 | Edward Sels            | Solo                     | 3h 58' 55" |
| 2 | Jan Janssen            | Pelforth-Sauvage-Lejeune | m. t.      |
| 3 | Georges van Coningsloo | Peugeot-BP               | m. t.      |

### 2a etapa
10-03-1964. Auxerre-Montceau-les-Mines 200 km.
|   | Ciclista        | Equip          | Temps      |
| - | --------------- | -------------- | ---------- |
| 1 | Willy Vannitsen | Flandria-Romeo | 5h 31' 45" |
| 2 | Rudi Altig      | Saint Raphael  | m. t.      |
| 3 | Tom Simpson     | Peugeot-BP     | m. t.      |

### 3a etapa
11-03-1964. Circuit de l'Etange du Plessis 19.2 km. CRE
|   | Equip                    | Temps   |
| - | ------------------------ | ------- |
| 1 | Flandria-Romeo           | 23' 43" |
| 2 | Saint Raphael            | + 11"   |
| 3 | Pelforth-Sauvage-Lejeune | + 16"   |

### 4a etapa
12-03-1964. Montceau-les-Mines-Sant-Etiève, 228 km.
|   | Ciclista           | Equip                    | Temps      |
| - | ------------------ | ------------------------ | ---------- |
| 1 | Frans Melckenbeeck | Mercier-BP               | 6h 03' 39" |
| 2 | Jan Janssen        | Pelforth-Sauvage-Lejeune | m. t.      |
| 3 | Edward Sels        | Solo                     | m. t.      |

### 5a etapa
13-03-1964. Sant-Etiève-Bollène, 192 km.
|   | Ciclista          | Equip                    | Temps      |
| - | ----------------- | ------------------------ | ---------- |
| 1 | André Darrigade   | Margnat-Paloma           | 4h 46' 20" |
| 2 | Joseph Groussard  | Pelforth-Sauvage-Lejeune | m. t.      |
| 3 | Jean-Pierre Genet | Mercier-BP               | m. t.      |

### 6a etapa, 1r sector
14-03-1964. Bollène-Vergèze, 82 km.
|   | Ciclista            | Equip          | Temps      |
| - | ------------------- | -------------- | ---------- |
| 1 | Hubertus Zilverberg | Flandria-Romeo | 1h 55' 12" |
| 2 | Frans Melckenbeeck  | Mercier-BP     | + 1' 29"   |
| 3 | André Darrigade     | Margnat-Paloma | m. t.      |

### 6a etapa, 2n sector
14-03-1964. Vergèze-Ais de Provença, 144 km.
|   | Ciclista        | Equip                    | Temps      |
| - | --------------- | ------------------------ | ---------- |
| 1 | Anatole Novak   | Saint Raphael            | 4h 08' 12" |
| 2 | Rudi Altig      | Saint Raphael            | + 51"      |
| 3 | Alan Ramsbottom | Pelforth-Sauvage-Lejeune | m. t.      |

### 7a etapa
15-03-1964. Ajaccio-Porto Vecchio, 180 km.
|   | Ciclista         | Equip                    | Temps      |
| - | ---------------- | ------------------------ | ---------- |
| 1 | Raymond Poulidor | Mercier-BP               | 5h 30' 42" |
| 2 | Rudi Altig       | Saint Raphael            | + 4"       |
| 3 | Jan Janssen      | Pelforth-Sauvage-Lejeune | + 6"       |

### 8a etapa, 1r sector
16-03-1964. Porto Vecchio-Bastia, 143 km.
|   | Ciclista              | Equip                    | Temps      |
| - | --------------------- | ------------------------ | ---------- |
| 1 | Bernard Vandekerkhove | Solo                     | 3h 40' 11" |
| 2 | Joseph Groussard      | Pelforth-Sauvage-Lejeune | m. t.      |
| 3 | Frans Brands          | Flandria-Romeo           | m. t.      |

### 8a etapa, 2n sector
16-03-1964. Olmeta-di-Tuda-Bastia, 34 km. CRI
Poulidor és en temps de posar-se líder, porta més de dos minuts a Janssen i Anquetil, quan cau per culpa d'un cotxe de la caravana publicitària. La seva bicicleta queda inutilitzada però no la pot canviar perquè el seu cotxe d'equip és massa petit per portar una bicicleta de recanvi. El corredor francès no té més remeï que abandonar la prova.
Un altre cotxe de l'organització fa caure a dos corredors de l'equip Flandria-Romeo.
|   | Ciclista            | Equip                    | Temps   |
| - | ------------------- | ------------------------ | ------- |
| 1 | Rudi Altig          | Saint Raphael            | 57' 09" |
| 2 | Jan Janssen         | Pelforth-Sauvage-Lejeune | + 25"   |
| 3 | Jean-Claude Annaert | Mercier-BP               | + 51"   |

### 9a etapa
17-03-1964. Niça-Niça, 150 km.
Arribada situada al Passeig dels Anglesos.
|   | Ciclista    | Equip          | Temps      |
| - | ----------- | -------------- | ---------- |
| 1 | Edward Sels | Solo           | 4h 45' 54" |
| 2 | Barry Hoban | Mercier-BP     | m. t.      |
| 3 | Peter Post  | Flandria-Romeo | m. t.      |

## Classificacions finals

### Classificació general
|    | Ciclista            | Equip                    | Temps       |
| -- | ------------------- | ------------------------ | ----------- |
| 1  | Jan Janssen         | Pelforth-Sauvage-Lejeune | 41h 56' 28" |
| 2  | Jean-Claude Annaert | Mercier-BP               | + 1' 01"    |
| 3  | Jean Forestier      | Peugeot-BP               | + 2' 58"    |
| 4  | Joseph Planckaert   | Flandria-Romeo           | + 3' 58"    |
| 5  | Alan Ramsbottom     | Pelforth-Sauvage-Lejeune | + 4' 05"    |
| 6  | Jacques Anquetil    | Saint Raphael            | + 4' 39"    |
| 7  | François Mahé       | Pelforth-Sauvage-Lejeune | + 4' 41"    |
| 8  | Edward Sels         | Solo                     | + 4' 55"    |
| 9  | Jean Milesi         | Margnat-Paloma           | + 6' 39"    |
| 10 | Frans Brands        | Flandria-Romeo           | + 8' 15"    |

## Evolució de les classificacions
| Etapa (Vencedor)                            | Classificació general |
| ------------------------------------------- | --------------------- |
| 0Etapa 1 (Edward Sels)                      | Edward Sels           |
| 0Etapa 2 (Willy Vannitsen)                  | Edward Sels           |
| 0Etapa 3 (Flandria-Romeo)                   | Jan Janssen           |
| 0Etapa 4 (Frans Melckenbeeck)               | Jan Janssen           |
| 0Etapa 5 (André Darrigade)                  | Jan Janssen           |
| 0Etapa 6, 1r sector (Hubertus Zilverberg)   | Jan Janssen           |
| 0Etapa 6, 2n sector (Anatole Novak)         | Jan Janssen           |
| 0Etapa 7 (Raymond Poulidor)                 | Jan Janssen           |
| 0Etapa 8, 1r sector (Bernard Vandekerkhove) | Jan Janssen           |
| 0Etapa 8, 2n sector (Rudi Altig)            | Jan Janssen           |
| 0Etapa 9 (Edward Sels)                      | Jan Janssen           |